# Alutor
Gli alutor (o alyutor, in russo Алюторцы; auto denominazione: Алутальу, o Alutal'u) sono un gruppo etnico della Russia, in passato considerati un sottogruppo dei coriachi, oggi un gruppo indipendente a tutti gli effetti. La maggior parte degli alutor vive nella Regione autonoma di Coriachia. Il nome deriva dalla località di Olyutorka, dove vi è la comunità alutor più grande.
Non esiste un censimento ufficiale per gli alutor, ma è stato stimato che il numero di componenti di questo gruppo oscilla tra le 2.000 e le 3.000 unità. Gli Alutor parlano la lingua alyutor (conosciuta anche come lingua nymliana) che appartiene alla famiglia delle lingue ciukotko-kamciatke. Oggi i linguisti sono divisi: alcuni la considerano una lingua a tutti gli effetti, altri un dialetto della lingua coriaca.
Gli alutor sono menzionati per la prima volta nelle cronache riguardanti la colonizzazione russa della Kamčatka. Nel 1697, i cosacchi imposero una serie di tasse sugli alutor che presero le armi e si impegnarono per alcuni anni in una decisa resistenza. Dopo la soppressione di una rivolta alutor nel 1751, il numero dei componenti decrebbe vistosamente. Alle angherie subite dai cosacchi, si aggiunsero poi gli attacchi sortiti dai ciukci, che erano soliti confiscare terre ed interi villaggi. Nel tardo XVIII secolo, gli alutor furono poi isolati e segregati e questo contribuì a salvaguardare la loro salute dalle numerose epidemie che si diffondevano in quel periodo. L'isolamento contribuì inoltre a preservare la cultura, gli usi e i costumi, molti dei quali sono sopravvissuti fino ad oggi.
Le comunità di alutor si sono sempre sostentate di caccia e pesca. La stessa posizione delle loro abitazioni (spesso sui fiumi o su punti elevati) facilitava questo tipo di attività. Le abitazioni avevano forma ottagonale con mura circostanti e potevano ospitare dalle 3 alle 5 famiglie. Durante il periodo sovietico, molti alutor divennero insegnanti, dottori e geologi.